# ديفيد فرينش بويد
ديفيد فرينش بويد (بالإنجليزية: David French Boyd)‏ هو ضابط أمريكي، ولد في 5 أكتوبر 1834 في ويثفيل في الولايات المتحدة، وتوفي في 27 مايو 1899 في باتون روج في الولايات المتحدة.